# ムラサキカムリクラゲ
ムラサキカムリクラゲ Atolla wyvillei は、ヒラタカムリクラゲ属のクラゲの一種。深海クラゲ。

## 概要
30cm。世界各地で生息。UFOのような形をしたクラゲで、クロカムリクラゲ、バツカムリクラゲと並んで発光種であり、危険を感じると、敵の敵をおびき寄せる。
赤い色は、キンメダイと同じ光の届かないところでは赤色は見えにくいため、赤色となっている。1本だけ太くて長い触手があるが、これは獲物を捕まえるために使われる触手である。